# Girlies
Girlies（がーりーず）は末田健によるショート・ムービー。
DVDマガジン「Clubteria」に収録（連載）されていたオリジナルショートドラマ。カフェの中の同時刻にそれぞれのテーブルに座る客のエピソードを綴る。

## 出演者
- 三船美佳
- 荻野恵理
- 上原美佐
- 派谷恵美
- 安藤希
- 深水元基
- 小林且弥
- たなかえり
- 大櫛江里加

| スタブアイコン | サブスタブ | この項目は、まだ閲覧者の調べものの参照としては役立たない、映画に関連した書きかけの項目です。この項目を加筆・訂正などしてくださる協力者を求めています（P:映画/PJ:映画）。 |